# Rutube
Rutube (или Рутюб) е руски уебсайт за видео споделяне, на който потребителите могат да качват, споделят и гледат видеоклипове. Изграден е на базата на собствена технологична платформа. Предоставя различен набор от инструменти за създаване и обработка на видео съдържание. Поддържа различни формати за блогове и стрийминг. Сайтът използва свои собствени модели за популяризиране и монетизиране на съдържание.
На платформата са достъпни както частни, така и корпоративни блогове. Най-популярните формати са развлекателни предавания, онлайн предавания, стрийминг излъчвания на телевизионни канали, блогове, майсторски класове, телевизионни предавания, филми и сериали.

## История
Сайтът е създаден през 2006 г. от Олег Волобуев и Михаил Паулкин. През ноември 2008 г. става собственост на холдинга „Газпром медия“.